# Urospermum picroides
Urospermum picroides es una de las 2 únicas especies aceptadas de planta herbácea del género Urospermum de la familia Asteraceae.

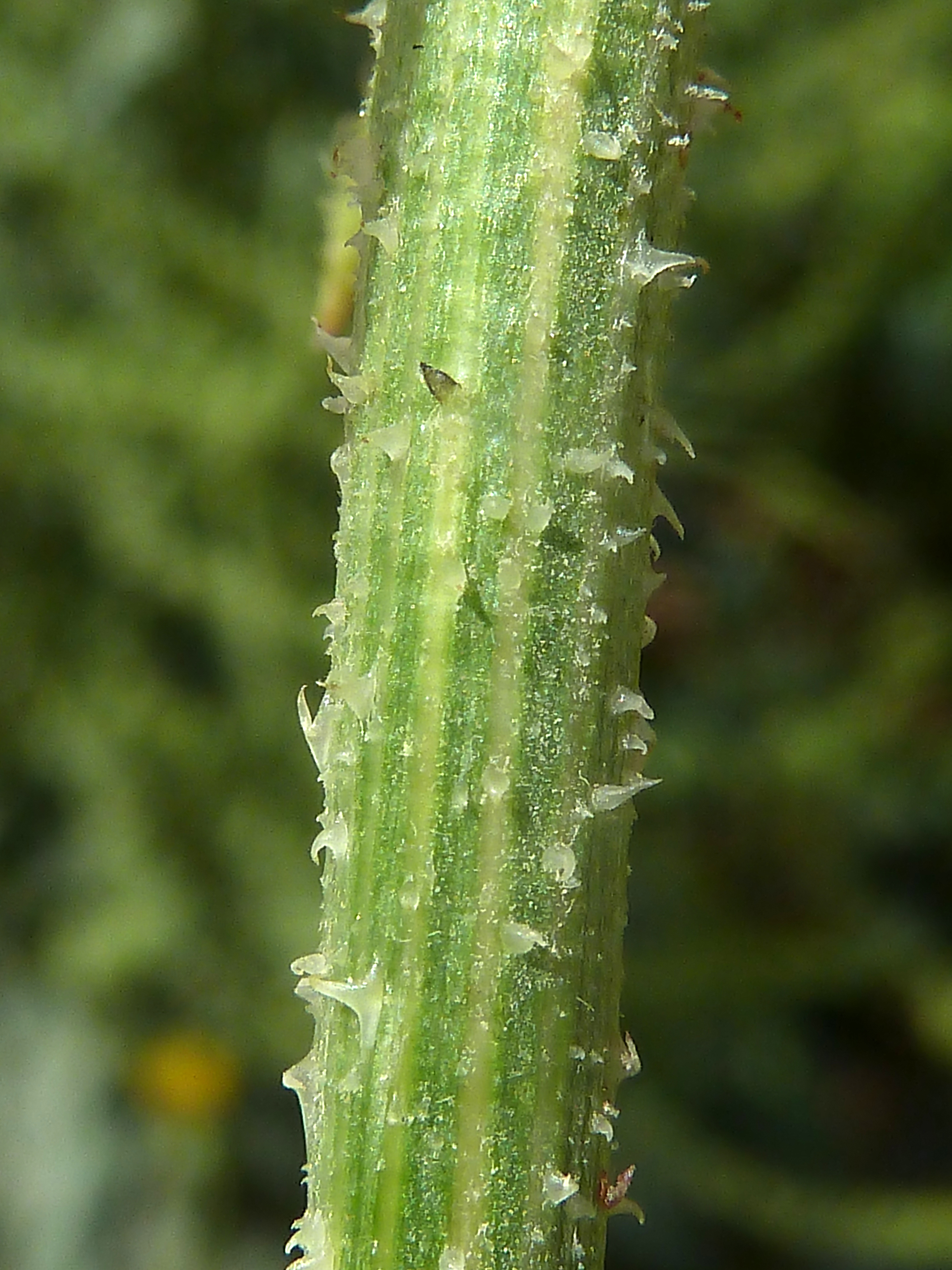
Tallo acostillado e híspido

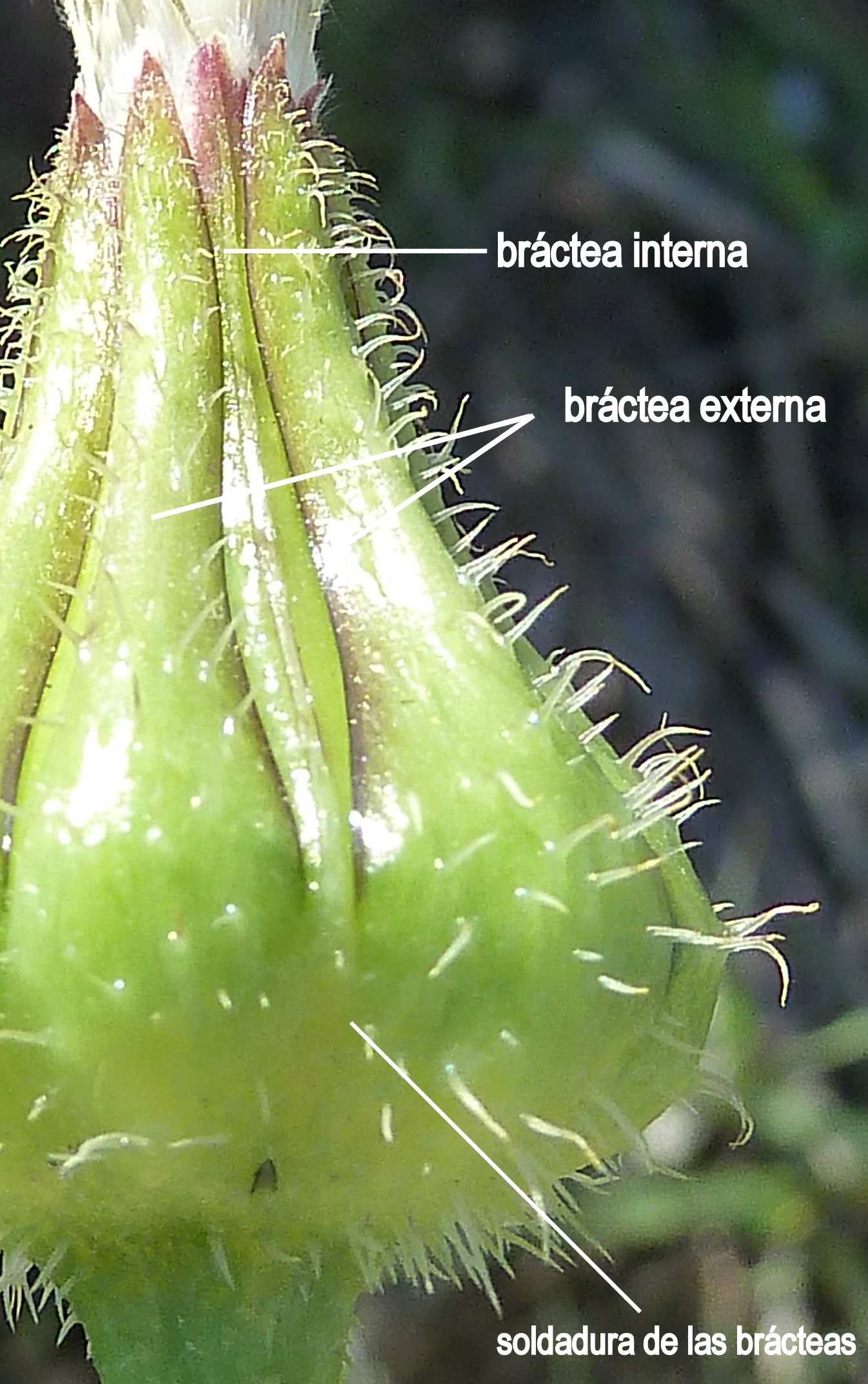
Detalle de las 2 filas de brácteas involucrales soldadas

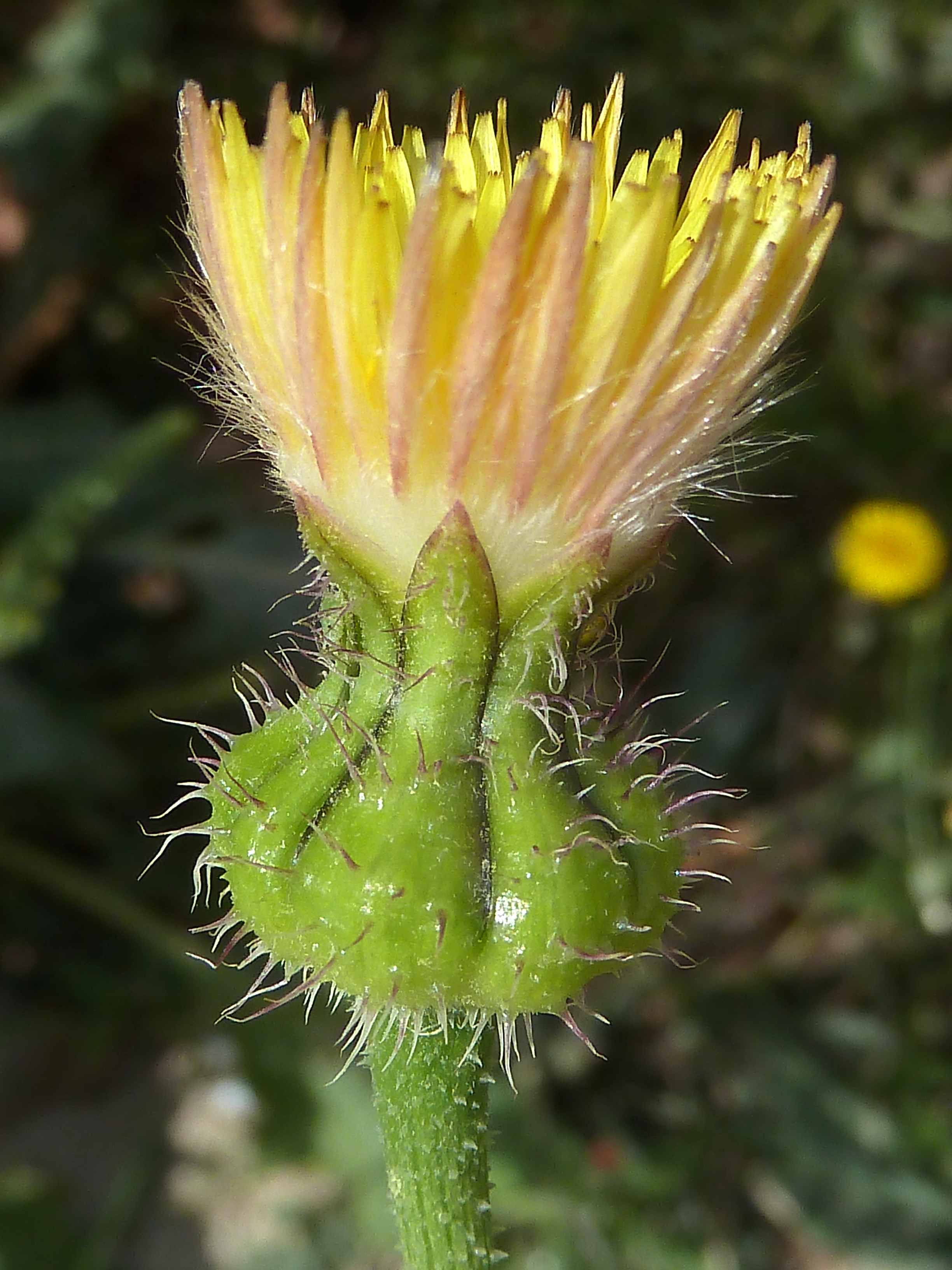
Capítulo en antesis incipiente

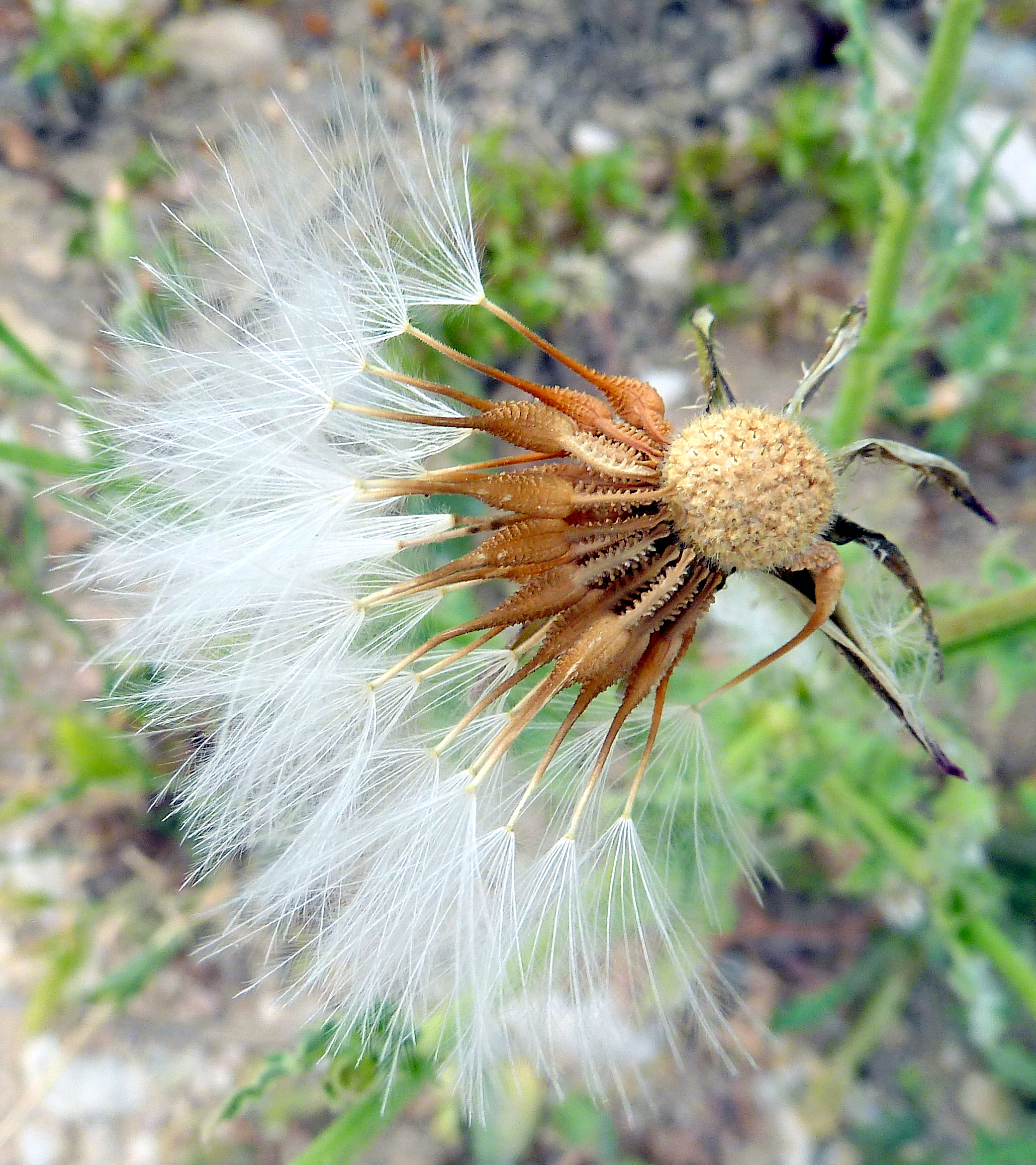
Receptáculo y cipselas de cuerpo ornamentado y vilano plumoso

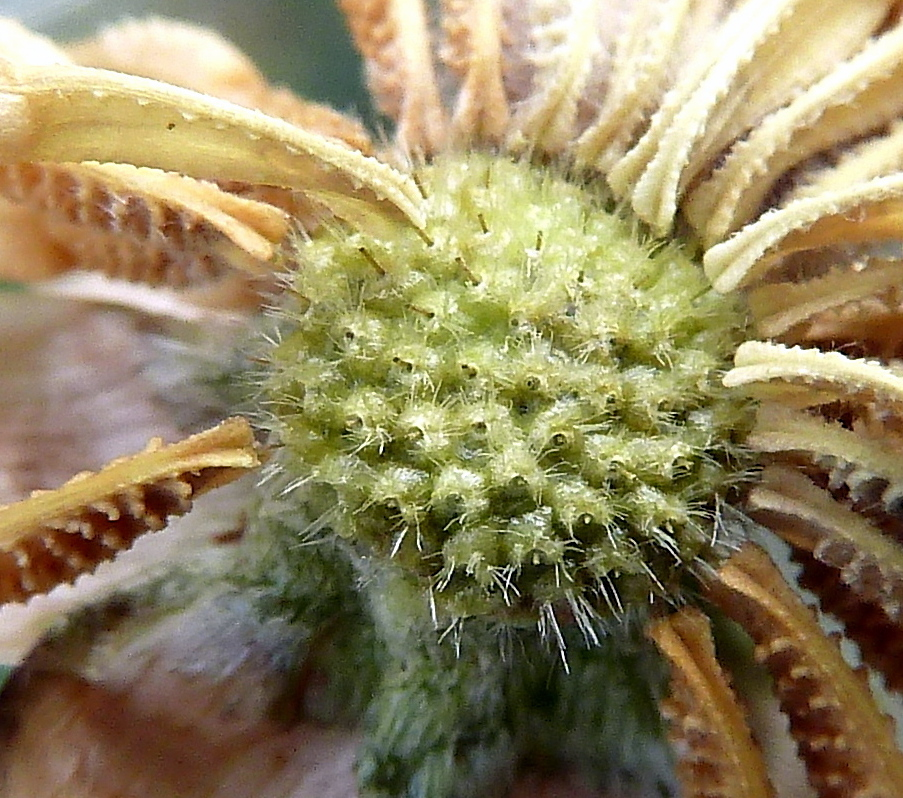
Detalle del receptáculo subgloboso y tuberculado-viloso

## Descripción
Es una planta herbácea anual de hasta 50 cm de altura, con tallo erectos huecos, acostillados e híspidos, y generalmente ramificada en su parte distal. Las hojas caulinares basales, subrosetadas y subpecioladas, son oblongo-ovaladas, de 4-30 cm de largo por 1,5-8 cm de ancho, lirato-pinnatisectas, dentadas, subenteras o laciniadas. Las medias y superiores, amplexicaules y auriculadas. El involucro, de 1,5-2 cm y en el ápice de un pedúnculo  de 5-15 cm (algo dilatado apicalmente), tiene 2 filas de 7-8 brácteas soldadas entre sí en su base (de tal manera que simulan una sola fila), estrechamente ovaladas y de ápice acuminado, subiguales, de color verde y márgenes escariosos, más o menos densamente híspidas, reflejas en la fructificación. El receptáculo, subgloboso en la postfructificación, está cubierto por tubérculos sembrados de cortas y finas setas, dando al conjunto un aspecto hírsuto. La corola de las lígulas, con el tubo peludo hacía el ápice y con el limbo centimétrico y pentalobulado apicalmente, son de color amarillo, eventualmente tintado de anaranjado/purpúreo en el envés y de negro en el ápice los 5 lóbulos del limbo. El cuerpo de las cipselas, de color pardo, tiene 2 partes bien diferenciadas: una base pedicular estrecha algo aplanada/comprimida, curvada y con costillas marginales tuberculadas, seguida de un brusco engrosamiento elípticoide atenuado en un largo pico, curvado en sentido inverso a la curvatura de los cuerpos, híspido y coronado por un vilano de una única fila de unos 20 pelos plumosos blancos niveos, soldados en un anillo basal caedizo en bloque de la placa apical discoide que termina el pico.

## Hábitat
Tiene una forma vital terófito y se encuentra en prados nitrófilos, bordes de caminos y carreteras, etc.

## Distribución
Se distribuye de manera natural alrededor de todo el Mediterráneo (incluidas todas sus islas) hasta Pakistán al Este. Está introducida en América, del Norte (California) y del Sur (Argentina, Chile y Uruguay), en casi toda Australia y en el Sur de África.
En la península ibérica está repartida por prácticamente todo el territorio, excepto en el centro-norte. También presente en las Islas Baleares y las Islas Canarias.

## Taxonomía
La especie fue descrita primero por Carlos Linneo como Tragopogon picroides y publicado en Species Plantarum, vol. 2, p. 790, 1753 y ulteriormente atribuida al género Urospermum por Giovanni Antonio Scopoli —quien había creado el género en 1777— y publicado en Franz Wilibald Schmidt, Sammlung Physikalisch-okonomischer Aufsatze, vol. 1, p. 275, 1795.
Etimología
- Urospermum: construido con los vocablos latines ūro —del griego oύρo—, cola, rabo, y sperma —del griego σπέρμα—, semilla: o sea «semilla con rabo», por el largo pico de las simientes de las especies del género.[8]
- picroides: del latín picris, derivado del griego πιχρίς, con el sufijo oides, del griego ειδος, semejante, con forma de; o sea «parecido al género Picris».

Sinonimia
- Urospermum picroides var. asperum (L.) Duby, 1828
- Urospermum picroides var. laeve Maire, 1921
- Urospermum asperum (L.) DC. in Lam. & DC., 1805
- Urospermum capense (L.) Spreng., 1826
- Arnopogon asper (L.) Willd., 1803, nom. illeg.
- Arnopogon capensis (Jacq.) Willd., 1803 nom. illeg.
- Arnopogon picroides (L.) Willd., 1803
- Daumailia spinulosa Arènes, 1949
- Sonchus squamosus Lam., 1779, nom. illeg.
- Tragopogon capensis Jacq., 1789
- Tragopogon aculeatus Moench, 1794, nom. illeg.
- Tragopogon asper L., 1753
- Tragopogon picroides L., 1753 - basiónimo
- Tragopogon picridoides (L.) Willd., 1803
- Tragopogon sonchifolius Salisb., 1796, nom. illeg.
- Tragopogonodes picroides (L.) Kuntze, 1891[1]

## Citología
Número de cromosomas: 2n=10.

## Nombre común
- Castellano: barba de Jove, barbas de viejo, fárfara.[7]